# Лютов
Лютов — село в окрузі Бановці-над-Бебравою Банськобистрицького краю Словаччини. Станом на грудень 2015 року в селі проживало 167 людей.

## Населення
| Рік:            | 1994. | 2004.   | 2014.    | 2024.    |
| --------------- | ----- | ------- | -------- | -------- |
| Кількість осіб: | 138   | 135     | 159      | 176      |
| Різниця:        |       | -2,17 % | +17,77 % | +10,69 % |

| Рік:            | 2023. | 2024.   |
| --------------- | ----- | ------- |
| Кількість осіб: | 177   | 176     |
| Різниця:        |       | -0,56 % |